# Rudolf Čavojský
Rudolf Čavojský (13. prosince 1901 Čachtice – 28. srpna 1983 Bratislava) byl československý politik a meziválečný poslanec Národního shromáždění za Autonomistický blok.

## Biografie
Od roku 1919 byl členem Vzdělávacího spolku. Působil jako divadelní ochotník. Byl funkcionářem křesťansko sociální odborové organizace v Čachticích. V roce 1919 se uvádí i jako člen Orla. Papež Pius XII. mu roku 1941 udělil Řád svatého Řehoře Velikého. Profesí byl vrchním tajemníkem. Podle údajů z roku 1935 bydlel v Bratislavě.
V parlamentních volbách v roce 1935 se stal poslancem Národního shromáždění za Autonomistický blok, který vytvořila Hlinkova slovenská ľudová strana. Poslanecké křeslo si oficiálně podržel do zrušení parlamentu roku 1939.
V prosinci 1938 byl také zvolen do slovenského sněmu. Profesně se tehdy uvádí jako hlavní tajemník odborové organizace dělníků, bytem Bratislava.